# Den sjette sans
Den sjette sans er en amerikansk film fra 1999. Filmen handler om børnepsykolog "Malcolm Crowe" (Bruce Willis), som forsøger at hjælpe en ensom og forstyrret dreng (spillet af Haley Joel Osment). Filmen fik gode anmeldelser og blev nomineret til seks Oscars, herunder Bedste film, Bedste kvindelige birolle (Toni Collette) og Bedste mandlige birolle (Haley Joel Osment), men vandt ingen.

## Rolleliste
- Bruce Willis som Dr. Malcolm Crowe
- Haley Joel Osment som Cole Sear
- Toni Collette som Lynn Sear
- Olivia Williams som Anna Crowe
- Donnie Wahlberg som Vincent Grey
- Glenn Fitzgerald som Sean
- Mischa Barton som Kyra Collins
- Trevor Morgan som Tommy Tammisimo
- Bruce Norris som Mr. Stanley Cunningham
- Angelica Page som Mrs. Collins
- Greg Wood som Mr. Collins
- Peter Tambakis som Darren
- Jeffrey Zubernis som Bobby

## Fodnoter
1. 1 2 3  "The Sixth Sense (1999)". Box Office Mojo. Arkiveret fra originalen 20. januar 2013. Hentet 27. december 2012.